# Sausalito, California
Sausalito este un oraș în comitatul Marin County din California situat direct pe coasta golfului San Francisco, SUA. 

## Geografie
Orașul este amplasat pe coordonatele 37° 51' 75" Nord, 122° 29' 25" Vest. El se întinde pe suprafața de 5,8 km² din care 0,9 km² (15,18%) este apă.
Localitatea este situată la 1,5 mile (2,4 km) sud-vest de Belvedere, California.

## Demografie
La recensământul din 2000 existau 7330 loc. 4254 locuințe și 1663 familii. Densitatea populației este de ca. 1489,5 loc/kmA². Venitul mediu pe cap de locuitor fiind de 81.040 $ fiind unul dintre cele mai mari din USA. 

## Turism
O atracție turistică este capul de nord al podului Golden Gate Bridge, de pe o ridicătură de teren se poate vedea tot podul și golful San Francisco. Din San Francisco se poate ajunge ușor în Saulito cu croaziere, orașul prezentându-se ca un șirag de căsuțe și restaurante pe coasta golfului. Orașul este amintit în romanul lui Jack London, Lupul de mare.